# (9115) Battisti
(9115) Battisti  es un asteroide perteneciente al cinturón de asteroides, descubierto el 27 de febrero de 1997 por Piero Sicoli y Francesco Manca desde el Observatorio Astronómico Sormano, en Italia.

## Designación y nombre
Battisti se designó inicialmente como 1997 DG.
Más adelante fue nombrado en honor al cantante italiano  Lucio Battisti (1943-1998).

## Características orbitales
Battisti orbita a una distancia media del Sol de 2,3950 ua, pudiendo acercarse hasta 2,1803 ua y alejarse hasta 2,6097 ua. Tiene una excentricidad de 0,0896 y una inclinación orbital de 5,1606° grados. Emplea en completar una órbita alrededor del Sol 1353 días.

## Características físicas
Su magnitud absoluta es 13,7. Tiene 5,733 km de diámetro. Su albedo se estima en 0,195. El valor de su periodo de rotación es de 5,0228 h.